# 竹内均
竹内 均（たけうち ひとし、1920年7月2日 - 2004年4月20日）は、日本の物理学者（地球物理学）。東京大学名誉教授。理学博士（1949年）。科学啓蒙家。科学雑誌『Newton』初代編集長。代々木ゼミナール札幌校元校長。

## 生涯

### 略年譜
- 1920年7月2日、福井県大野市に生まれる。
- 旧制福井県立大野中学校（現・福井県立大野高等学校）2年生の夏、寺田寅彦のエッセー『茶碗の湯』を読み、学者の道を目指す。
この頃から夜8時に就寝し、朝4時に起床して勉強するという、終生続いた習慣が始まったという。
- 第四高等学校卒業。
- 1943年、東京帝国大学理学部地球物理学科卒業。
- 1948年、東京大学大学院理学研究科修了。
この間、地球潮汐の問題に取り組み、竹内-モロデンスキー方程式を求める等、世界的な業績を残し始める。
- 1949年5月、東京大学教養学部助教授となる。この頃に地球磁場の研究に取り組み始め、一定の業績を上げる。
同年、「地球潮汐」の研究で理学博士の学位を取得。
- 1953年12月、東京大学理学部に移る。
- 1963年、東京大学教授となる。坪井忠二の後任として地球物理第2講座（地球および惑星内部物理学）を担当。
大陸移動説に強い関心を持ち、一般への普及に力を注いだ。
- 1964年、「地球潮汐および地球振動に関する研究」により、ベルギー王立科学芸術アカデミー（フランス語版）（RASAB）から地球物理学界で最も権威ある賞であるチャールズ・ラグランジュ賞（英語版）[1]を受賞する。(To be awarded to a Belgian or foreign author for the best "mathematical or experimental work constituting major progress in the mathematical knowledge of Earth".)
- 1981年4月、東京大学を定年退職。科学雑誌『Newton』を創刊し編集長に就任。一般向けに科学を分かりやすく説明し、楽しい科学の普及に尽力した。
- 1981年5月、東京大学名誉教授の称号が授与される。
- 1982年、NHK放送文化賞受賞。
- 1994年、勲三等旭日中綬章受章（教育研究功労）。
- 2004年4月20日、心不全のため、国立病院機構東京医療センターにて83歳で死去。

## 人物像
独特のふちの厚いメガネがトレードマークの、科学者でありながら質実剛健を地で行く人物で、自分に厳しく他人（特に子供）に優しい性格であった。科学者として偉ぶらず、時にユーモアを交えながら落ち着いた話しぶりで、その独特の口調はタモリに「歩くヨーデル」と評された。
彼が科学者を目指したのは寺田寅彦に憧れてのことであった。大学に東京大学を選んだのも、「地球物理学」が東京大学以外では学べなかったことと、何より寺田寅彦の弟子筋にあたる人物がいた（坪井忠二と思われる）ということをテレビ番組の対談で述べていた。自分が寺田の「孫弟子」であることをとても誇りに思っていたようだ。研究者としては「地磁気の発生は外核（外部コア）の対流による」（ダイナモ理論）という説を発表し、世界的に注目された。しかし彼の活躍は東京大学教授を退職してから始まる。彼が日本の科学、特に「地学」への国民の関心の低さを憂い、啓蒙活動を始めたのである。科学の啓蒙活動はライフワークとして死去直前まで続けた。
寺田寅彦が残した「天災は忘れた頃にやってくる」という言葉を胸に抱き、関東大震災以降、災害に、特に地震に無頓着であった日本国民に警鐘を鳴らし続けた。竹内の専門であるプレートテクトニクスに基づく科学的な地震学を広めようとしたが、十分に国民に浸透する前に彼が恐れていたことが現実となる。1995年に兵庫県南部地震、いわゆる阪神・淡路大震災が発生したのである。その結果、彼の目的は期せずして達せられたが、テレビなどマスコミにプレートテクトニクスを知らない「にわか地球物理学者」が登場し、誤った科学知識を広めたので、よりいっそう本の出版など、科学の啓蒙活動に力を入れた。
彼は売れっ子作家なみに数百冊に及ぶ多くの書物を書いた（著書は約450冊）。そしてそれは専門の地球物理学のみならず、一般科学から「修身」など人の生き方についてまで多岐にわたる。また彼の書物の書き方も独特で、原稿用紙やペンは使わずテープレコーダーに「原稿」を吹き込んだ。それを彼の秘書が原稿に起こすという手法（口述筆記）を取っていた。それゆえ多量の書物を短期間で上梓する事が出来た。当時このような方法で原稿を「書く」作家はほとんどいなかった。
彼は彼の書籍の中（「私の知的鍛練法」徳間書店(1980)）でその「書き方」を詳しく説明している。この手法のため当時彼が使用していたテープレコーダーの製造会社（ソニーと思われる）に、話の記録を一時的に止める「ポーズ(pause)ボタン」の機能を付ける事を提案した。
非常に多忙な竹内の研究生活を支えたのは、同郷の夫人であった。

## 科学の啓蒙活動
「正しい科学知識を日本国民に広め日本の科学水準を上げる」ため彼はラジオ・テレビ・新聞などあらゆるメディアを使い（特にテレビへの出演は2,000回を超える）啓蒙活動を続けた。特に彼が重視したのは「子供」であった。「科学的素養は子供のうちにつけておかなければならない」という信念の元、満を持してつくったのが科学雑誌『Newton』である。これは彼が渡米時『ナショナルジオグラフィック』を読み感銘を受け、日本でもこのような科学雑誌を創刊しようと意図したのである。
当時も科学雑誌はあるにはあったが、難解すぎて一般向けではなかった。そこで、『Newton』では当時の技術では非常に高くついたにもかかわらず、全ページフルカラーで解説も簡便に、なるべく専門用語や難解な表現やカタカナ英語を使わず、「中学生がよんでわかる科学雑誌」を目指した。当時では珍しい定期購読者への宅配サービスも行う（送料無料）ほどの力の入れようであった。
発刊当初は専門の地球物理学、特にプレートテクトニクスに関する記事が多かったが、雑誌として認知されるに従って投稿する科学者が増え、総合的な科学雑誌となっていった。
また、NHK高校講座「科学と人間」（理科I、現在の「科学と人間生活」に相当する科目）では物理をほとんど公式を使うことなく、わかりやすく解説したこともあった。旺文社の大学受験ラジオ講座にも長く出演していた。
小松左京の著作『日本沈没』の原作執筆ブレーンとなり、チャンドラセカールの『星の構造』に基づく「恒星核の増大によって、対流構造が変化する」というアイディアを提供した。1973年公開の映画でもプレートテクトニクスを説明する科学者役というそのままの設定でゲスト出演している。このことについては、後に『ニュートン』の記事の中で「迫真の演技である、として皆にからかわれた」と書いている。DVDには小松との対談の模様が収録された。翌年放送されたドラマ版にも出演している。「この小説の影響で、当時は地球物理学を志望する学生が増えたのを実感した」とも語っている。後に、タモリが物真似を披露したさいに、同じ赤いプラスチックフレームの眼鏡を掛けていたことに対し、講演において「どこから見つけてきたんでしょうねぇ」と笑っていた。
「大陸が 動くと謂って 飯が食え」の句があるが、大陸移動説を五十年間批判して「プレートテクトニクスの進歩を一人で五十年間止めた男」として知られるサー・ジェフリースがフレッド・ホイルと同じ大学に所属していたので、ホイルからのクリスマス・カードには、「サー・ジェフリースはまだ生きている」との一文が添えられていたという(星稜会館における講演録に基づく)。

## 論文
英文
原著
1. Takeuchi, H., and Shimazu, Y. On a Self-Exciting Process in Magneto-Hydrodynamics. Journal of Physics of the Earth:(1)1-9(1952)
2. Takeuchi, H., and Shimazu, Y. On a Self-Exciting Process in Magneto-Hydrodynamics (II). Journal of Physics of the Earth:(1)57-64(1952)
3. Takeuchi, H., and Shimazu, Y. On a self‐exciting process in magneto‐hydrodynamics. Journal of Geophysical Research:58(4)497-518(1953)

　総説
1. Takeuchi, H. On the Earth tide of the compressible Earth of variable density and elasticity. Eos, Transactions American Geophysical Union:31(5)651-689(1950)

## 著書
- 『物理學の歴史』目黒書店 1948　のち出光書店、講談社学術文庫[4]
- 『現代科学物語』旺文社 1949
- 『地震の話』主婦之友社 1950
- 『大学入試物理の傾向と對策』旺文社 1951
- 『簡明物理 大学受験本位』旺文社 1953
- 『物理の完全整理』旺文社 大学入試完全整理叢書 1957
- 『物理Bの傾向と対策』旺文社 新課程大学入試対策シリーズ 1965
- 『地球とはなにか その誕生と構造の謎をさぐる』講談社ブルーバックス 1968
- 『弾性論 大学演習』裳華房 1969
- 『やさしいコンピューター プログラムしよう』日本放送出版協会 1969
- 『続・地球の科学』 日本放送出版協会 NHKブックス 1970
- 『地球の謎』古今書院 1970
- 『続やさしいコンピューター つるかめ算からビジネス計算まで』日本放送出版協会 1971
- 『地球科学における諸問題』裳華房 1972
- 『地震の科学』日本放送出版協会 NHKブックス 1973
- 『よくわかる物理1』旺文社 1973
- 『工科系のための基礎物理学』裳華房 1974
- 『危機にある地球 竹内均・地球物理エッセイ』東京図書 1975
- 『地球科学者のこころ 地球物理学エッセイ』東京図書 1975
- 『地球との対話 地球物理学エッセイ』東京図書 1975
- 『続・地球の歴史』日本放送出版協会 NHKブックス 1975
- 『エネルギーの話』日本放送出版協会 NHKブックスジュニア 1977
- 『地球学への出発』朝日出版社 エピステーメー叢書 1977
- 『地球物理学』朝倉書店 1977
- 『日本列島地学散歩 九州・四国編』平凡社カラー新書 1977
- 『日本列島地学散歩 北海道・東北・北関東編』平凡社カラー新書 1977
- 『日本列島地学散歩 南関東・中部編』平凡社カラー新書 1977
- 『アトランティスの発見 海底に消えた古代王国』ごま書房 ゴマブックス 1978　のち徳間文庫、『古代文明アトランティスの謎を解く』ひらく 1997
- 『傾向と対策 物理1・2 新制度入試への徹底対策』旺文社 1978
- 『地球を考える すばらしいアース・サイエンスへの招待』同文書院 1978
- 『日本列島地学散歩 近畿・中国編』平凡社カラー新書 1978
- 『人間・地球・地球学』文芸春秋 1978
- 『燃える島 マントル対流の現場から』筑摩書房 1978　のち徳間文庫（副題「アイスランド紀行」）
- 『続・地球を考える』同文書院 1979
- 『地球科学問答』日本放送出版協会 NHKブックス 1980
- 『箱舟のゆくえ 八〇年代・近未来へのテーゼ』グロビュー社 1980
- 『ムー大陸から来た日本人 私の古代史』徳間書店 1980
- 『私の知的鍛錬法 きれっぱしからの発想』徳間ブックス 1980
- 『警告!!東京大地震 来たるべきパニックへの備えは万全か』PHP研究所 1981
- 『「修身」のすすめ』講談社 1981　のち文庫、『自分をどう生かすか!』三笠書房 知的生きかた文庫
- 『私の時間利用術 車内は最高の知的空間だ』徳間ブックス 1981
- 『コスモスを考える 時間と空間の科学』日本放送出版協会 NHKブックス 1982
- 『地球はいつもイマジネーションをかきたてる 地球サイズにマルチ人間として生きる』三笠書房 1982
- 『科学的思考とは何か 地球学の方法』日本リクルートセンター出版部 1983　のちPHP文庫
- 『基礎からよくわかる物理』旺文社 1983
- 『竹内均のマイコン講座BASIC入門』徳間書店 1983
- 『竹内均のベーシック・サイエンス』教育社 1984
- 『哲学的思考のすすめ デカルト「方法序説」に学ぶ、感性の時代の理性開発法』PHP研究所 21世紀図書館 1984　のち文庫
- 『学問への憧憬』佼成出版社 1985　『知的人生を生きる法』三笠書房 知的生きかた文庫
- 『地球をあそぶ 21世紀への伝言』リクルート出版部 1985
- 『ハワイは沈みつつ西へ動く 大陸移動の謎を解く』PHP研究所 1986
- 『惑星の科学』日本放送出版協会 NHKブックス 1986
- 『頭をよくする私の方法』三笠書房 1987　のち知的生きかた文庫
- 『おしゃかさま』宮いつき絵 教育社 1987
- 『地球物理学者竹内均の人物山脈』同文書院 1988
- 『地球物理学者竹内均の知恵の書』全3巻 同文書院 1988－89
- 『地球物理学者竹内均の歴史探訪』同文書院 1988
- 『勉強術・仕事術私の方法』三笠書房 1988　のち知的生きかた文庫
- 『魚を食べると水が節約になる 青い地球のネイチャー・コネクション』同文書院 1989
- 『科学と宗教との対話』佼成出版社 仏教文化選書 1989
- 『人生を最高に生きる私の方法』三笠書房 1989　のち知的生きかた文庫「人生を最高に生きる方法」
- 『人類の未来を考える本』全12巻 教育社 1989
- 『地球物理学者竹内均の現代語版塵劫記』同文書院 1989
- 『地球物理学者竹内均の不思議メガネ』同文書院 1989
- 『地球は半熟のゆで卵 竹内均の新・地球面白物語 トキメキのアースサイエンス』同文書院 1989
- 『ニュートン編集長竹内均の科学基本用語1200 物理・化学・生物・地学』同文書院 1989
- 『代表的日本人 自己実現に成功した43人』同文書院 1990
- 『ムー大陸から来た日本人. 再び』徳間書店 1990
- 『あいまい発想のすすめ ファジィな頭が勝つ!』同文書院 快楽脳叢書 1991
- 『驚くべき旧約聖書の真実』同文書院 快楽脳叢書 1991
- 『人生のヒント・仕事の知恵 ヒルティの『幸福論』から私が学んだ』三笠書房 1991
- 『仕事を遊ぶ 竹内均のザ・ウェイ・アイ・アム1』同文書院 1992
- 『逆転した繁栄 竹内均のザ・ウェイ・アイ・アム2』同文書院 1992
- 『"超"の世界』日本放送出版協会 1992
- 『消えた古代王朝の真実 民族興亡の謎を探る』同文書院 1993
- 『悟りを開いた60人 聖徳太子から良寛まで』同文書院 1993
- 『成功への名語録366日』講談社+α文庫 1993
- 『日本を造った男たち 財界創始者列伝』同文書院 1993
- 『夢を叶える』三笠書房 1993
- 『頭がよくなる本 実例研究』三笠書房 1994
- 『頭のうまい使い方へたな使い方』三笠書房 1995
- 『宇宙も終わる ここまで分かったヒトと宇宙の未来』大和書房 1995
- 『警告!東京大地震 パニックをあなたはどう乗り切るか』PHP研究所 1995
- 『自分を生かす選択』三笠書房 1995
- 『哲学の歩き方 人生を散歩するためのガイドブック』ごま書房 ゴマブックス 1995
- 『ヒラメキ天才教育論 子供に最高の人生を贈るために』PHP研究所 1995
- 『旧約聖書の秘められた真実』同文書院 1997
- 『古代文明の隠された真実』同文書院 1997
- 『元気語録400選 このひとことが幸運の扉を開く』講談社+α文庫　1998
- 『科学が証明する旧約聖書の真実』ザ・マサダ 1999
- 『竹内均の科学的人生論』同文書院 1999
- 『地球を考える本』ニュートンプレス 2001
- 『継続の天才-竹内均』野田昌宏監修 扶桑社 2004
- 『地球のしくみと進化の歴史 竹内均の「地球科学」講義』ニュートンプレス 2004

### 共著編
- 『地球の科学』上田誠也共著 日本放送出版協会 NHKブックス 1964
- 『地球の歴史』都城秋穂共著 日本放送出版協会 NHKブックス 1965
- 『物理解法事典 理論・法則と問題の解法』編 旺文社 1966
- 『原色現代科学大事典 第2 地球』編 学研 1967
- 『月の科学』久野久,伊佐喬三共著 日本放送出版協会 NHKブックス 1967
- 『現代地球科学 自然のシステム工学』島津康男共著 筑摩書房 1969
- 『地学辞典 新版』片山信夫、木村敏雄共編 古今書院 1970
- 『火山の旅』久保寺章共著 平凡社カラー新書 1974
- 『地球生態学 エネルギー・物質の循環と人間活動』長谷川洋作共著 ダイヤモンド社 1974　のち講談社学術文庫
- 『わかる哲学』牧まりえ共著 ごま書房 ゴマブックス 1974
- 『コンピュータなんかこわくない』グループ・ビノロヒコ共著 平凡社カラー新書 1975
- 『よくわかる中1理科』編著 旺文社 1975
- 『第三世代の学問 「地球学」の提唱』上山春平共著 中公新書 1977
- 『アトランティスが沈んだ日 地球学講義』石坂浩二共著 朝日出版社 Lecture books カラー版 1979
- 『巨大地震に挑戦する いざというとき立ち向かうために』共著 講談社 1981
- 『地球時代の多重思考 「三歩先を読む」知的鍛錬術』竹村健一共著 徳間書店 1981
- 『闘論古代史への挑戦』梅原猛共著 徳間書店 1981　のち文庫
- 『家庭教育に今なにが必要か』共著 講談社 1982
- 『基礎からよくわかる理科1』共著 旺文社 1982
- 『恐竜の時代 その出現から絶滅にいたるなぞを探る』共著 講談社 1982
- 『地底への冒険』共著 リブロポート 1982
- 『闘論 2 (科学への挑戦) 』梅原猛共著 徳間書店 1982　のち文庫
- 『エネルギーと地球の未来』長谷川慶太郎、中村桂子、堤清二共著 河出書房新社 1984
- 『21世紀はどんな時代か 科学・技術そして人間は…』岩動道行共編・著 徳間書店 1987
- 『頭にやさしい雑学読本』全10巻 編 同文書院 快楽脳叢書 1991‐92
- 『クイズ雑学王 衝撃の知識欲!』編 同文書院 1992
- 『知らなかった歳時記の謎 俳句がもっと面白くなる』編 同文書院 1994
- 『科学の世紀を開いた人々』編 ニュートンプレス 1999
- 渋沢栄一『孔子 人間、どこまで大きくなれるか』編 三笠書房 1999　『渋沢栄一「論語」の読み方』知的生きかた文庫
- 『日本人のルーツ 血液型・海流で探る』編 ニュートンプレス 2000
- 『竹内均の世界の旅』編 ニュートンプレス 2000
- 『竹内均の日本の自然』編 ニュートンプレス 2000
- 『竹内均の日本の地誌』編 ニュートンプレス 2000
- 『竹内均の日本列島史』編 ニュートンプレス 2000
- 『月の不可思議学』編 同文書院 同文新書 2000
- 『テレビの秘密、ファックスの謎』編 同文書院 同文新書 2000
- 新渡戸稲造『自分をあと一メートル深く掘れ!』編 三笠書房 2001
- 『せまりくる巨大地震』総編集 ニュートンプレス 2001
- 『竹内均・知と感銘の世界』編　ニュートンプレス 2002

### 翻訳
- P.M.ハーレイ『地球の年齢 45億年の謎』河出書房 1967
- A.ホームズ『一般地質学』東京大学出版会 1969
- W.B.ハーランド『地球 発見と観察』法政大学出版局 1970
- A.カイユ『地球の解剖』平凡社 1970
- エリ・ランダウ,イェ・リフシッツ『流体力学』東京図書 1970－71
- ジョン・A.ウッド『惑星の起源 隕石からのアプローチ』講談社ブルーバックス 1970
- Sydney P.クラーク, Jr.『地球物理学入門』河野芳輝共訳 共立出版 地球科学入門シリーズ 1972
- アーサー・クライン『新しい重力理論 ニュートンから重力波まで』講談社ブルーバックス 1973
- ガングヌス『宇宙と地球のリズム』木下肇共訳 東京図書 シリーズ・生きている地球 1973
- エヌ・ルーシン, エリ・フリート『太陽エネルギーと地球』木下肇共訳 東京図書 1973
- アーサー・クライン『大陸は移動する 移動説から新しい地球科学へ』講談社ブルーバックス 1973
- ルース・ムーア『地球の探求 地質学的発見の物語』日本放送出版協会 1973
- マシューズ『地質学への招待』牧まりえ共訳 みすず書房 1973
- ヘースティングス『電子計算機のための近似計算法』東京図書 1973
- ヴェ・ヴロダヴェツ『火山エネルギーと地球』東京図書 シリーズ生きている地球 1974
- エヌ・グルシンスキー, ア・グルシンスキー『重力と地球の構造』木下肇共訳 東京図書 1974
- ア・イ・ペレリマン『生態と地球の進化』木下肇共訳 東京図書 シリーズ生きている地球 1974
- エヌ・ルーシン, エリ・フリート『地球を生かす気候改造』木下肇共訳 東京図書 1974
- アルフレッド・ウェゲナー『大陸と海洋の起源』講談社 1975　のち講談社学術文庫、ブルーバックス
- I.G.ガス, P.J.スミス, R.C.L.ウィルソン共編『地球の探求 現代地球科学入門 2』みすず書房 1975
- クズネツォフ『地球の歴史』木下肇共訳 東京図書 1975
- Oran W. Nicks編『われらの地球 人工衛星写真』関口武,奈須紀幸共訳 朝倉書店 1975
- エルゼ・ウェゲナー編『ウェゲナーの生涯 北極探険に賭けた地球科学者』東京図書 1976
- エリザベス・マン・ボージューザ『海のドラマ』ティビーエス・ブリタニカ 1976
- S.バトラー, R.レイモンド『絵でみる生命の歴史 地球の誕生と生命の進化』東京図書 1976
- S.バトラー, R.レイモンド『絵でみる地球科学 地球のしくみと人類の将来』東京図書 1976
- ウィリアム・ルーベイ, L.V.バークナー, L.C.マーシャル『海水と大気の起源』講談社 1976
- P.ブリッグス『海底下の2億年 海洋の起源を探る航海』東海大学出版会 1976
- S.T.バトラー,R.レイモンド『絵でみる宇宙とエネルギー 原子力からブラックホールまで』東京図書 1977
- NASA『世界 人工衛星写真集』朝倉書店 1977
- キール『ダ・ヴィンチの芸術と科学』東京図書 科学・発見のパイオニア 1978
- ジョン・ホワイト『地球の最期を予測する』監訳 三笠書房 1980
- リチャード・ハットン『宇宙開発 ロケット、スペースシャトルからスペースコロニーの時代へ』三笠書房 1981
- リチャード・モリス『宇宙の最期 終末への秒読みは始まっている』三笠書房 1981
- フェインバーグ&シャピロ『宇宙の中の生命 人類は大宇宙の一住人にすぎない』三笠書房 1981
- ジェフリー・グッドマン『巨大地震 地球大異変がやってくる!』三笠書房 1981
- エリック・チェイソン『コスモス 変転する大宇宙と人類の未来』三笠書房 1981
- イマヌエル・ベリコフスキー『古代地球大異変 くつがえされた古代エジプト・イスラエル史』三笠書房 1981
- ジョン・グリビン『太陽が死滅する日 太陽系宇宙と人間の科学』三笠書房 1981
- ジェレミー・リフキン『エントロピーの法則 21世紀文明観の基礎』1－2　祥伝社 1982－83
- アイザック・アシモフ『科学発見シリーズ』監訳 教育社 1982
- コリン・ウィルソン編著『時間の発見』三笠書房 1982
- マクスウェル・マルツ『自分に自信をもて!』三笠書房 1982　のち知的生きかた文庫
- ジョン・グリビン『生命は彗星からやってきた!』三笠書房 1982
- ロバート・アレン『世界環境保全戦略 自然と開発の調和をめざして』日本生産性本部 1982
- ピーター・ワーロー『地球がひっくりかえる!』監訳 三笠書房 1982
- フレッド・ホイル『氷河時代がやってくる』ダイヤモンド社 1982
- アン=エルウッド, リンダ=C.ウッド『宇宙へ開く窓』学校図書 1983
- サミュエル・スマイルズ『向上心』正続　三笠書房 1983－84　のち知的生きかた文庫
  - 続は『自己実現の方法 人生最高の目標』知的生きかた文庫
- G.S.ホーキンズ『ストーンヘンジの謎は解かれた』新潮選書 1983
- マイケル・リョーダン『ザ・デイ・アフター その翌日』三笠書房 1984
- ジェフリー・グッドマン『大地震がくる! アブラハムセンの衝撃の大予言』三笠書房 1984
- ジョン・ホワイト『地球の最期を予測する』監訳　三笠書房 1984
- ウィリアム・A.オールコット『知的人生案内』三笠書房 知的生きかた文庫　1984
- G.ハリー・スタイン『21世紀への確信 7つのマクロプロジェクト』ティビーエス・ブリタニカ 1984
- サミュエル・スマイルズ『自助論 人生を最高に生きぬく知恵』三笠書房　1985　のち知的生きかた文庫
- チャールズ・C.エバレット『人生修養』三笠書房 1986　『いまよりもっと「背伸び」をして生きよ』知的生きかた文庫
- サーゲイ・サンガー『乳児はなんでも知っている 最新心理学が解明した心と知能形成の謎』祥伝社 ノン・ブック 1987
- フィリップ・チェスターフィールド『わが息子よ、君はどう生きるか』三笠書房 1988　のち知的生きかた文庫
- サミュエル・スマイルズ『努力の法則 人生成功!』三笠書房 1989
- ニッキー・マローン『わが娘の「最高の人生」に父親だけがしてやれること』三笠書房 1989
- ジョセフ・ジョンソン『人生、惰性で生きるな!』三笠書房 1990　『惰性で仕事をするな!』知的生きかた文庫
- トマス・バーニー『すてきな赤ちゃんの胎内育児法』祥伝社 ノン・ブック 1990
- デービッド・ダーリング『ディープ・タイム ビッグバンから時空の彼方へ』監訳 ティビーエス・ブリタニカ 1990
- ジョン・ボネット・ウェクソウ『進化の歴史 生命誕生35億年』全10巻 監訳 草土文化 1993
- アルカディ・レオクム『「雑学」に強くなる本』三笠書房 1998
- キャシー・ウォラード『つい夜更かしするほどおもしろい雑学の本』三笠書房 王様文庫 2003

## 映画・テレビ
- 日本沈没（1973年、東宝） - 特別スタッフ・出演
- 地震列島（1980年、東宝） - 特別スタッフ
- ゴジラ（1984年、東宝） - 特別スタッフ
- ウルトラセブン 太陽エネルギー作戦（1993年、日本テレビ） - 出演
- NHK高校講座理科Ⅰ（1984年） - 出演

## コミック
- 無の黒船 1―クライシスIII (リイド文庫) 文庫 – 1994年 松本零士著 竹内均監修
- 無の黒船 2―クライシスIII (リイド文庫) 文庫 – 1994年 松本零士著 竹内均監修
  - 作中においても竹内所長として登場する